# 法昆多·巴尼斯
法昆多·巴尼斯（Facundo Bagnis，1990年2月27日—），出生于圣菲省罗萨里奥，是一位阿根廷男子職業網球運動員，他于2007年转为职业球手。他曾获得2015年泛美运动会男子单打冠军。

## 外部連結
- 法昆多·巴尼斯（英文/西班牙文）的官方資料
- 法昆多·巴尼斯的國際網球總會 職業／青少年 官方資料（英文）
- 法昆多·巴尼斯的官方資料（英文）